# Jagdgeschwader 108
La Jagdgeschwader 108 (JG 108) (108e escadron de chasseurs) est une unité de chasseurs de la Luftwaffe pendant la Seconde Guerre mondiale.
Active de 1943 à 1945, l'unité était destinée à la formation des pilotes de chasse.

## Opérations
La JG 108 opère sur différents avions au cours de son activité :
- Arado Ar 96
- Messerschmitt Bf 108, Bf 109 et Me 210
- Bücker Bü 131
- Fiat CR.30, CR.42  et G.50
- Focke-Wulf Fw 44, Fw 56 et Fw 190
- Gotha Go 145
- Grunau Baby
- Heinkel He 72
- Kranich
- Junkers W 34
- Macchi MC.200, MC.202 et de MC.205
- Potez 63

## Organisation

### Stab. Gruppe
Formé le 1er juillet 1943 à Bad Vöslau à partir du Stab/Flugzeugführerschule A/B 62. 

Il est dissous le 16 avril 1945.

Geschwaderkommodore (Commandant de l'escadron) :
| Début            | Fin           | Grade     | Nom                 |
| ---------------- | ------------- | --------- | ------------------- |
| 1er juillet 1943 | Juillet 1944  | Hauptmann | Kurt Müller         |
| Juillet 1944     | 14 avril 1945 | Major     | Georg Michalek (en) |

### I. Gruppe
Formé le 1er juillet 1943 à Bad Vöslau  à partir du I./Flugzeugführerschule A/B 62 avec :
- Stab/JG 108 nouvellement créé
- 1./JG 108 nouvellement créé
- 2./JG 108 nouvellement créé
- 3./JG 108 nouvellement créé

Le 4./JG 108 est formé en juin 1944.

Il est dissous le 25 mars 1945.

Gruppenkommandeure (Commandant de groupe) :
| Début            | Fin             | Grade     | Nom             |
| ---------------- | --------------- | --------- | --------------- |
| 1er juillet 1943 | 29 juin 1944    | Hauptmann | Georg Hackbarth |
| 30 juin 1944     | 29 janvier 1945 | Major     | Josef Fözö (en) |
| 30 janvier 1945  | 25 mars 1945    | Hauptmann | Georg Benz      |

### II. Gruppe
Formé le 1er juin 1944 à Markersdorf  à partir du I./JG 107 avec :
- Stab II./JG 108 à partir du Stab I./JG 107
- 5./JG 108 à partir du 1./JG 107
- 6./JG 108 à partir du 2./JG 107
- 7./JG 108 à partir du 3./JG 107
- 8./JG 108 nouvellement créé (le 9 septembre 1944)

Le II./JG 108 est dissous le 4 février 1945 et le I./JG 108 est transféré au Stab/JG 105.
Gruppenkommandeure :
| Début           | Fin             | Grade | Nom                  |
| --------------- | --------------- | ----- | -------------------- |
| 1er juin 1944   | 19 octobre 1944 | Major | Karl-Heinz Meyer     |
| Octobre 1944    | 10 janvier 1945 | Major | Karl-Friedrich Rinow |
| 11 janvier 1945 | 4 février 1945  | Major | Franz Smolle         |